# سمیر قنطار
سَمیر قَنطار (زاده ۲۰ ژوئیه ۱۹۶۲ در عیبه از توابع جبل، لبنان - درگذشته ۲۰ دسامبر ۲۰۱۵ در قنیطره، سوریه) یک شبه‌نظامی ابتدائاً دروزی مذهب و سپس شیعه عضو سازمان آزادی‌بخش فلسطین بود که به اتهام کشتن یک خانواده اسرائیلی به زندان ابد محکوم شد، ولی در تبادل اسرای سال ۲۰۰۸ بین اسرائیل و حزب‌الله لبنان از زندان آزاد شد. او در زندان نفحه با مذهب تشیع آشنا و پس از مدتی شیعه شد اما این موضوع را تا پیش از آزادی خود از زندان اعلام نکرد تا این شبهه پیش نیاید که او برای آزاد شدن از زندان (با تلاش حزب‌الله لبنان) تغییر عقیده و موضع داده است.
وی در اسرائیل به عنوان یکی از بی‌رحم‌ترین تروریست‌های تاریخ این کشور شناخته شده است. اگرچه در لبنان به مانند یک قهرمان از او قدردانی شد.

## قتل خانواده اسرائیلی
سمیر قنطار در آوریل ۱۹۷۹ میلادی همراه سه هم‌رزم خود با یک قایق لاستیکی موتوری از ساحل لبنان به داخل خاک اسرائیل نفوذ کرده و در ساحل شهر نهریا پیاده شدند. او پس از قتل یک پلیس اسرائیلی به خانه یک خانواده اسرائیلی که در خواب بودند حمله برد و پدر خانواده، دنی هاران، و دختر ۴ ساله‌اش، عینات را از خانه بیرون برد در حالی که مادر در گوشه‌ای از خانه همراه دختر دو ساله‌اش مخفی شده بود. مادر از ترس این که دخترش فریاد بکشد دهانش را با دست پوشانده بود که به خفگی و مرگ دخترش انجامید. به گفته شاهدان قنطار پدر و دختر را به ساحل برد، از پشت به سر پدر شلیک کرد. سپس با قرار دادن سر دختر ۴ ساله بر روی سنگ و کوبیدن قنداق تفنگ بر آن، جمجمه او را خُرد کرد که به مرگ دختر ۴ ساله انجامید. جالب آنکه عملیات سمیر قنطار در نیمه شب انجام شد و در عین حال ۵۰ شاهد علیه وی در دادگاه شهادت دادند. وی راجع به دادگاه خود این‌گونه اظهارنظر کرد: «بیشتر شبیه به یک سیرک بود! ۵۰ شاهد علیه من وجود داشت!»
برابر اظهارات سمیر قنطار، در ماجرای به گروگان بردن دنی هاران، وی خود اصرار داشت که عینات را در بغل خود داشته باشد؛ چرا که می‌خواست با اتلاف وقت ما پلیس سر برسد. وقتی متوجه این مسئله شدیم وی را به همراه دختر ساکتش که در بغل وی بود از خانه بیرون بردیم.
در دوران زندان و به صورت مداوم بعد از آن، قنطار قتل عینات یا پدرش را انکار کرده است. قنطار روایت متفاوتی از حادثه را نقل کرده است.
یاسر هنجار هم سلولی سابق قنطار معتقد است وی هرگز پشیمان نبود اما روایت متفاوتی از حادثه و ادعای اسرائیلی‌ها نقل می‌کرد. سمیر تنها قصد داشته خانواده اسرائیلی را گروگان بگیرد.
قنطار پس از رهایی از زندان، حکومت اسرائیل را به جعل حادثه نهاریا و کشتن عینات متهم کرد.

## دستگیری و دادگاه
در حالی که دو تن از همراهان قنطار حین تیراندازی در ساحل توسط پلیس اسرائیل کشته شدند، او نهایتاً توسط پلیس اسرائیل دستگیر شد. سمیر قنطار در باز جویی‌های اولیه قتل عینات را برعهده گرفت ولی در در دادگاه از پذیرش آن سر باز زد، وی در بیست و نهمین سال زندانش در مصاحبه با خبرنگار زن اسرائیلی راجع به اعترافش در بازداشتگاه گفت که به بازجو گفتم: «هرچه دلت می‌خواهد بنویس! من مشکلی با پذیرفتن آنچه انجام داده‌ام ندارم؛ اما آنچه انجام نداده‌ام را نمی‌پذیرم.» قنطار آن را نسخه اسرائیلی ماجرا خوانده است. این در حالی است که گزارش پزشک قانونی علت مرگ کودک (عینات) را شکستگی جمجمه توسط یک شیء غیر نوک تیز، مانند قنداق تفنگ تشخیص داده و بقایای بافت مغزی کودک (عینات) روی کلاشینکف قنطار یافت شده است.

## دفاعیات سمیر قنطار
سمیر قنطار طی محاکمه خود در دادگاه، ماجرای کشته شدن عینات، دختر ۴ ساله دانی هاران را چنین بازگو کرد: 
«... ما قصد کشتن او (دانی هاران) را نداشتیم؛ بلکه می‌خواستیم با بردن او به لبنان اسیران خودمان را که برای دفاع از خود زندانی شده‌اند نجات دهیم؛ اما دانی هاران می‌خواست دختر چهارساله‌اش را سپر خود قرار دهد. هر چه من اصرار کردم دخترک را با خود نیاورد، نپذیرفت و از دخترک فقط برای حفظ جان خودش جدا نشد. با وجود این، تا وقتی که به اسرائیلی‌ها علامت نداده بود و هیاهو به‌پا نکرد، هیچ آسیبی به او نرساندیم. زمانی او (دانی هاران) را با تیر زدیم که می‌خواست با داد و فریاد سربازان را متوجه تعداد و مکان ما کند. بعد از آن هیچ آسیبی به دخترک نرساندیم. ما در وضعیتی بودیم که نمی‌توانستیم حتی از خودمان محافظت کنیم، و امکان داشت همگی با اصابت گلوله‌های متعدد کشته و زخمی شویم. اگر گلوله‌های اصابت‌شده به دخترک را آزمایش کنید، می‌بینید که او پشت سر ما، بین سنگ‌ها بود؛ بنابراین، گلوله‌های ارتش اسرائیل به او اصابت کرده است.»

سمیر همچنین با کذب خواندن ادعای ازدواجش در زندان، ماجرا را چنین تعریف می‌کند:
«یکی از زندانیان به نام محمد ناصری روزنامه یدیعوت آحارنوت را به من نشان داد، که در آن نوشته شده بود: «سمیر قنطار در زندان ازدواج کرده است!»... بعداً متوجه شدم که این خبر سناریویی برای تخریب شخصیت من است؛ بنابراین وکیلم را خواستم و با او مشورت کردم. نتیجه آن شد که علیه این نشریه، به اتهام پخش خبر جعلی به دادگاهی اسرائیلی شکایت کردم. گرچه جریان پرونده این شکایت مدتی طول کشید، بعد از آزادی من روزنامه اسرائیلی محکوم و توبیخ شد.»

## سفر به ایران
وی در زمستان سال ۱۳۸۷ به همراه عبدالکریم عبید و مصطفی دیرانی به ایران سفر کرد و با رهبر ایران آیت الله خامنه ای و سعید جلیلی دبیر وقت شورای عالی امنیت ملی دیدار کرد.

## شیعه شدن
سمیر قنطار پس از آزادی در مصاحبه با یعقوب توکلی اعلام کرد که در زندان با تشیع و نهج‌البلاغه آشنا و سپس شیعه شد، اما این موضوع را آشکار نکرد. او علت این امر را چنین بیان کرد: 
از ابراهیم الامین (نماینده سید حسن نصرالله که برای آزادی سمیر قنطار با وی در ارتباط بود) سؤال کرده بودم که آیا شیعه شدن و پیوستنم به حزب‌الله را اعلام کنم، یا نه. اما او مرا از این کار بر حذر داشت؛ چون سید (حسن نصرالله) مخالف بود و می‌گفت: «با افشای این مسئله دیگران این تصور را خواهند کرد که سمیر برای آزاد شدن تغییر عقیده و موضع داده است؛ در حالی که سرنوشت سمیر برای ما قبل از تغییر و بعد از تغییر فرقی نمی‌کند.»

## زندان
از آنجا که در کشور اسرائیل مجازات اعدام وجود ندارد، سمیر قنطار به جرم قتل سه نفر به ۴ بار حبس ابد و ۴۷ سال زندان محکوم شد. سمیر قنطار حدود سه دهه در زندان اسرائیل بود. به گفته برخی منابع اسرائیلی، او در این مدت با یک زن عرب اسرائیلی ازدواج کرد و توانست زبان عبری را بیاموزد. وی همچنین از طریق آموزش از راه دور در دانشگاه آزاد اسرائیل ثبت نام کرد و در سپتامبر سال ۱۹۹۸ در رشته ادبیات و علوم اجتماعی مدرک کارشناسی دریافت کرد.

## آزادی
سمیر قنطار در تاریخ ۱۶ ژوئیه ۲۰۰۸ و در تبادل جنازه دو سرباز اسرائیلی اسیر شده در جنگ اسرائیل و لبنان بین اسرائیل و حزب‌الله لبنان، به کشور لبنان تحویل داده شد.

## مرگ
در روز ۲۰ دسامبر ۲۰۱۵ (۲۹ آذر ۱۳۹۴) در سن ۵۳ سالگی در اثر حمله موشکی اسراییل در جرمانا، در نزدیکی دمشق سوریه کشته شد.